# Kaapse zwartkop
De Kaapse zwartkop (Sylvia nigricapillus synoniem: Lioptilus nigricapillus. Oude Nederlandse naam: Kaapse zwartkaptimalia.) is een zangvogel uit de familie Sylviidae (grasmussen).

## Verspreiding en leefgebied
Deze soort is endemisch in Zuid-Afrika van Transvaal tot KwaZoeloe-Natal en de oostelijke Kaapprovincie.

## Status
De grootte van de populatie wordt geschat op 1000-3300 volwassen vogels. Deze kleine populatie gaat achteruit door habitatverlies. Op de Rode lijst van de IUCN heeft deze soort daarom de status kwetsbaar.